# Repetor GSM
Un repetor celular, sau amplificator de semnal wireless celular, este un tip de amplificator bi-directional (BDA); este un dispozitiv folosit pentru stimularea recepției telefonului mobil pentru zona locală de utilizare a unei antene de recepție, un amplificator de semnal si o antena interna de emisie a semnalului receptionat. 
Acestea sunt similare cu releele furnizorilor de servicii de comunicatii mobile dar sunt mult mai mici, de obicei, destinate utilizării într-o singură clădire. 
Amplificatoarele de semnal pentru telefoanele mobile, retransmit semnale celulare în interiorul clădirii. Aceste sisteme folosesc de obicei o antenă externă pentru receptie, direcționale, pentru a receptiona cel mai bun semnal celular, care este apoi transmis la o unitate de amplificator care amplifica semnalul, și-l retransmite in interiorul unui imobil,prin intermediul unei antene de emisie, oferind puterea semnalului în mod semnificativ îmbunătățită. 
Repetoarele celulare sunt potrivite pentru locatii comerciale, precum și utilizarea acasă, birou,case de vacanta etc.
Unul din avantajele folosirii unui astfel de repetor celular,este ca mareste durata de viata a bateriei telefonului mobil, datorita scaderii puterii de emisie a telefonului mobil necesara pentru a realiza conexiunea cu statia de semnal.